# 清水智史
清水 智史（しみず さとし、1982年〈昭和57年〉5月27日 - ）は、日本の俳優、スーツアクター、モーションアクター、アクション指導者、ボーカリスト。大阪府大阪市出身。幼少期より舞台・CM・テレビに出演し、映画、ゲーム、特撮、音楽、育成分野でも幅広く活動している。

## 略歴
母の影響で幼少期から貞松・浜田バレエ団に所属し、貞松正一郎や植木千枝子に師事。国際的ダンサー森優貴・瀬川哲司らが先輩として在籍していた。
その後、父の影響でアクションの世界へ進み、小学生時代にCM『全家研ポピー・ポピーマン編』にてポピーマン役でスーツアクターデビュー。宙吊りなども経験。
1990年代中頃、『痛快!明石家電視台明石家さんまの電視台』（毎日放送）オープニングにて、明石家さんま、ヌイグルマーの岡崎薫と共演し、観客とともにダンスを披露。また、番組内のキャラクター「かまる」の中の人（スーツアクター）としても出演しており、登場時には明石家さんまに巧みに“もてあそばれる”場面もあった。そうしたやり取りを通じて、清水は持ち前の身体表現とリアクションで笑いを取り、強い印象を残した。
なお、岡崎薫は清水にとって初めての師匠であり、この共演は芸能活動初期の重要な転機のひとつとなった。
JAC養成所1期生の葉多剣治や萩原宏信とは幼少期から交流があり、特に萩原からは高校時代にかけて数年間にわたり本格的なアクション指導を受けている。この師弟関係が後に清水の俳優としての幅を広げる要因となり、読売テレビの深夜ドラマ『ヒーローズ』で主演を務めるきっかけを与えたのも萩原であった。

## 出演作品

### 映画（劇場公開）
- 2006年：『LOVERS＆KILLERS 赤龍の女』 – 大葉健二の吹替を一部担当
- 2010年：『曇天クラッシュ』（配給：ndjc・VIPO） - 難波 役[4]
- 2011年：『聯合艦隊司令長官 山本五十六 -太平洋戦争70年目の真実-』（配給：東映）
- 2011年：『魂を握りつぶした男』[5]
- 2012年：『ヒミズ』（配給：ギャガ） – ジャンク狩野 役[6]

ヴェネツィア国際映画祭 最優秀新人賞受賞作（主演：染谷将太・二階堂ふみ）
渡辺哲・窪塚洋介との乱闘シーンをスタントなしで担当
- 2012年：『TEBANA SANKICHI: Re-mix ver.』 – ピエロ 役
- 2012年：『莫逆家族-バクギャクファミーリア-』（配給：東映）
- 2013年：『地獄でなぜ悪い』（配給：キングレコード／ティ・ジョイ） – 正太 役
- 2013年：『アブダクティ』

ブリュッセル国際ファンタスティック映画祭 SILVER RAVEN（準グランプリ）受賞
- 2013年：『めめめのくらげ』（配給：ギャガ／Kaikai Kiki）
- 2014年：『テルマエ・ロマエII』（配給：東宝） – アクションクルー
- 2020年：『狂武蔵』（配給：アルバトロス・フィルム）

### Vシネマ（オリジナルビデオ）
- 『麻雀群狼記 ゴロ』
- 『麻雀飛龍伝説 天牌 -TENPAI-』

### テレビ・配信ドラマ
- 『ヒーローズ』（読売テレビ） – 主演ヒーロー役（相手役：のちの林マオアナウンサー）
- 『放課後はミステリーとともに』（TBS） – 泥棒役
- 『学校の怪談』第10話「廃校の撮影」（木﨑ゆりあ主演／白石晃士監督）
- 『赤い糸の女』（東海テレビ）
- 『クローバー』（テレビ東京「ドラマ24」版）
- 『はらぺこヤマガミくん』 – イソベくん 役（ネットドラマ・DVD作品）
- 『TBS開局記念ドラマ 里見八犬伝』 – アクションクルー
- 『ゆびみず』（監督：千鳥・大悟／YOSHIMOTO DIRECTOR'S 100 〜100人が映画撮りました〜作品）

### ゲーム（モーションアクター）
- 鉄拳5（オープニングムービー担当）
- 鉄拳6（オープニングムービー担当）
- 戦国BASARAシリーズ（オープニングムービー担当）
- KILLER IS DEAD（演出：山口雄大）

### CM
- 全家研ポピー・ポピーマン編（ポピーマン役）
- トヨタ『ReBORN』シリーズ – 松明の中でアクション披露[8]
- 『ホットペッパー』Web CM（バク転編） – バク転披露

## 舞台・イベント
- 大阪ドーム – カラサワイサオと共演（清水のバイクシーンにおいて、スタントはカラサワが担当）
- 劇団クラゲ荘（三元雅芸の紹介で主宰・前田万吉と活動）中野ザ・ポケット – 出演舞台で動員記録を更新

　└ 観客には後の人気ボーカリスト・LiSAの姿もあった
- 渋谷アトリエ公演（モダンスイマーズの古山憲太郎と共演）
- 戦隊／仮面ライダーシリーズ – ファイナルツアー前から参加、舞台主演多数アクション演出・指導

## 音楽活動
2000年代前半に**風流～fool you**というバンドを結成し、清水がボーカルを、YOSHIOがギターを担当。
YOSHIOの「FOOLを使いたい」という希望に対して、清水が「風流」と語感を重ねて命名。のちに表記を「風流～fool you」に変更。
清水が芝居に専念するため音楽を離れる際、YOSHIOは「智史が歌わないなら俺もギターをやめる」と発言しボーカルに転向。
インディーズ時代にはジャケットやビジュアル制作も担当。YOSHIOの結婚式では友人代表として祝辞を述べ、旧友の中から選ばれたことを喜んだ。

## 指導・育成
- 清野菜名（高校時代にアクロバット・アクション指導）
- 東出有貴（HIROZ時代より前、新人時代からアクション指導）
- 神話戦士ギガゼウス（清野・東出が共演、清水本人は未出演）
- USJキャストオーディション合格者多数を指導
- スターダストプロモーション（三元雅芸に紹介されアクションアシスタント活動）
- はやみ甲ダンスアカデミー（ヌイグルマー寺窪浩司の紹介でダンサー指導）
- D-dash&company（鈍牛倶楽部内の養成所）にてアクション指導

## 関係人物
- 岡崎薫 - 最初の師匠
- 明石家さんま - 『明石家さんまの電視台』で共演
- 萩原宏信・葉多剣治 - JAC京都養成所1期生、アクション師事
- 大葉健二 - 高校時代に指導を受け、後に吹替も担当
- カラサワイサオ - 大阪ドーム等で共演、アクション協力
- 三元雅芸 - 指導者／劇団クラゲ荘への紹介者
- 島津健太郎 - 幼少期からの旧知。清水の父が演出した舞台『ピーターパン』で共演。人生の節目でも共演が多い。
- 岩上弘数 - 現在BOS代表のスーツアクターで、親交が深い